# Wakenitz (fiume)

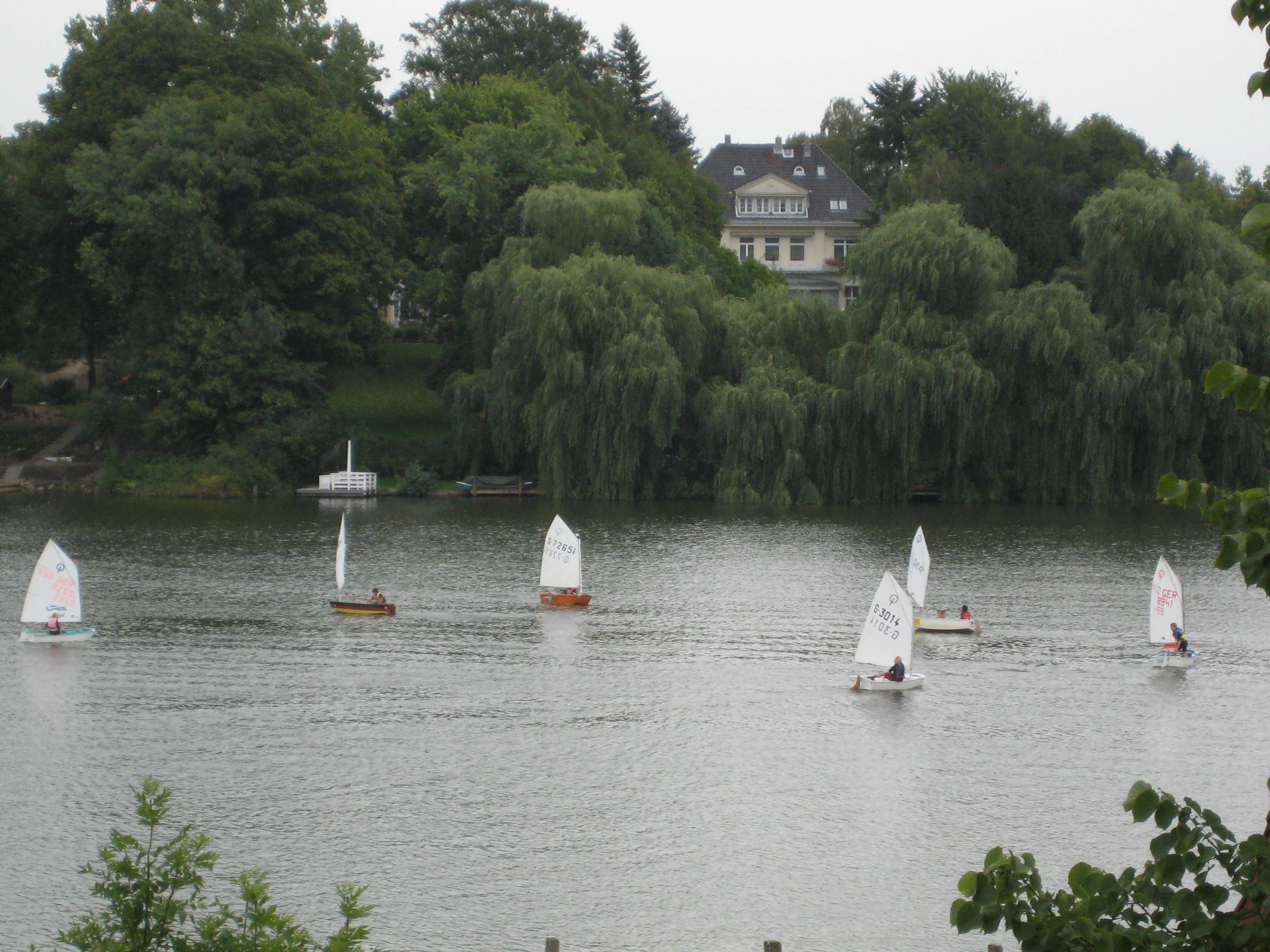
Velisti in Optimist nella zona nord del ponte di Moltke

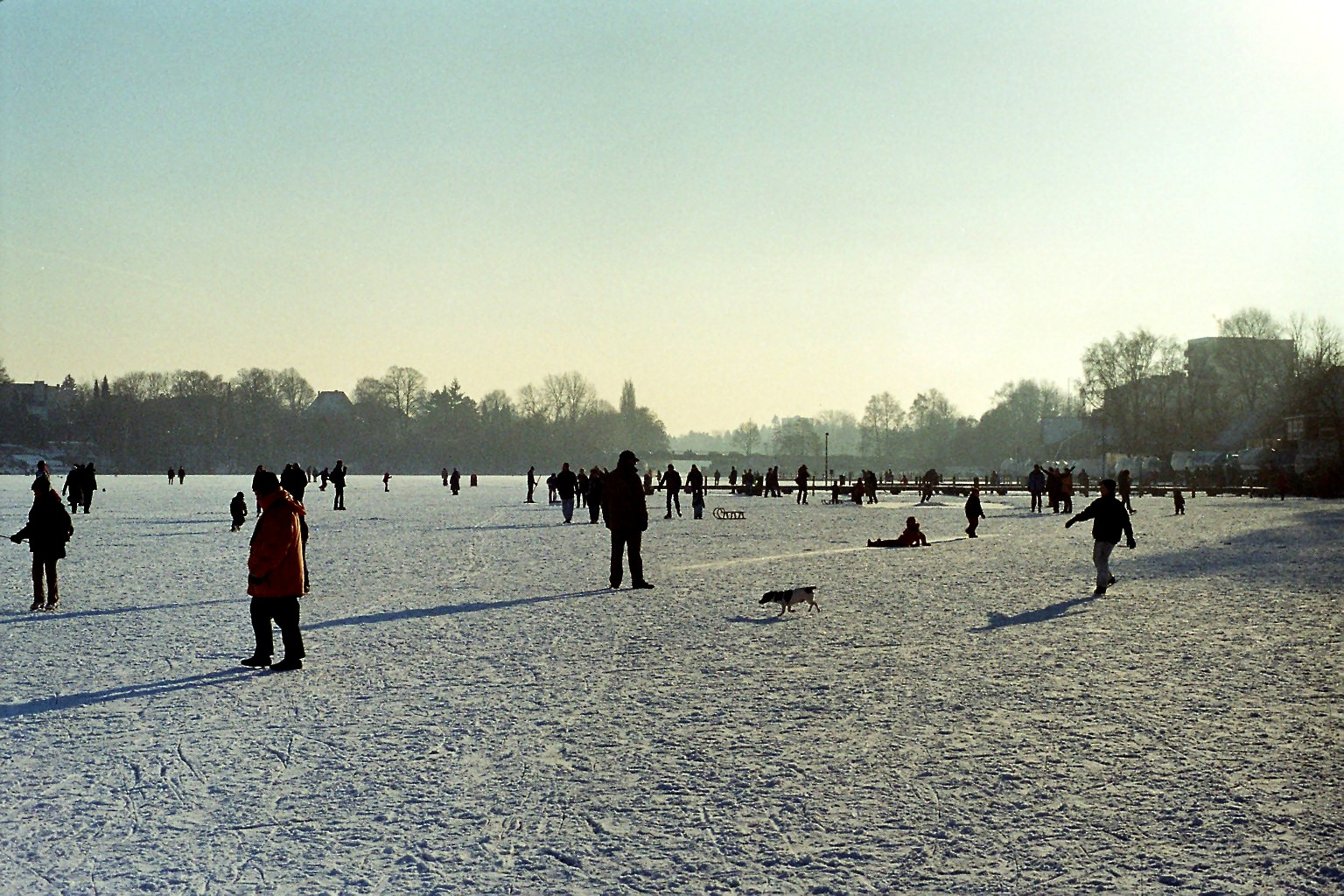
La Wakenitz gelata nel gennaio 2005

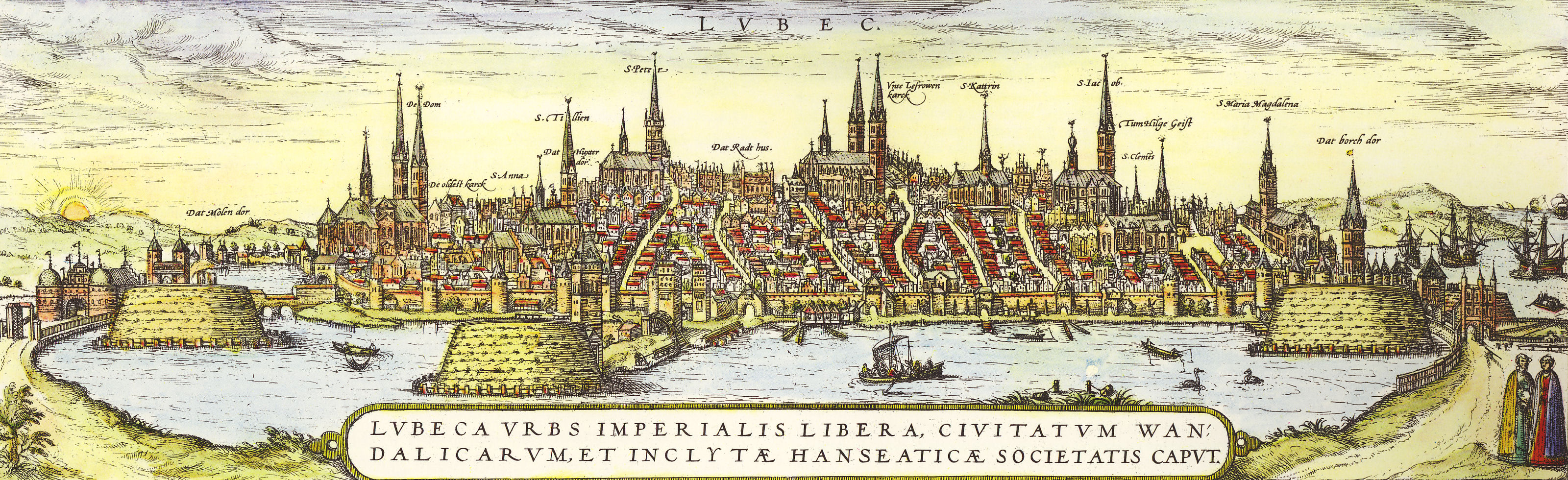
Veduta sulla Wakenitz di Lubecca verso il 1600 - in mezzo la Hüxtertor

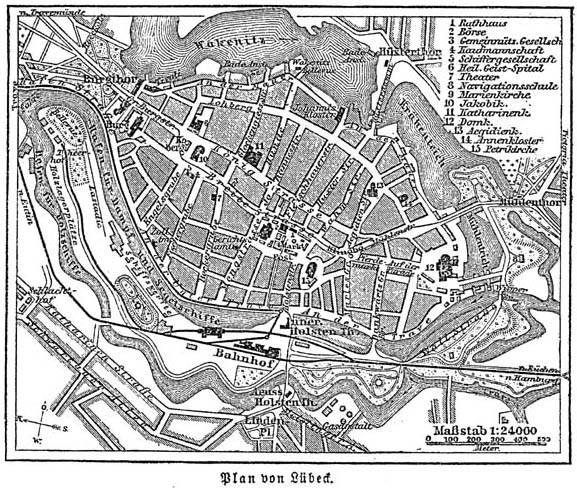
Situazione della Wakenitz presso Lubecca poco prima della costruzione del canale Elba-Lubecca

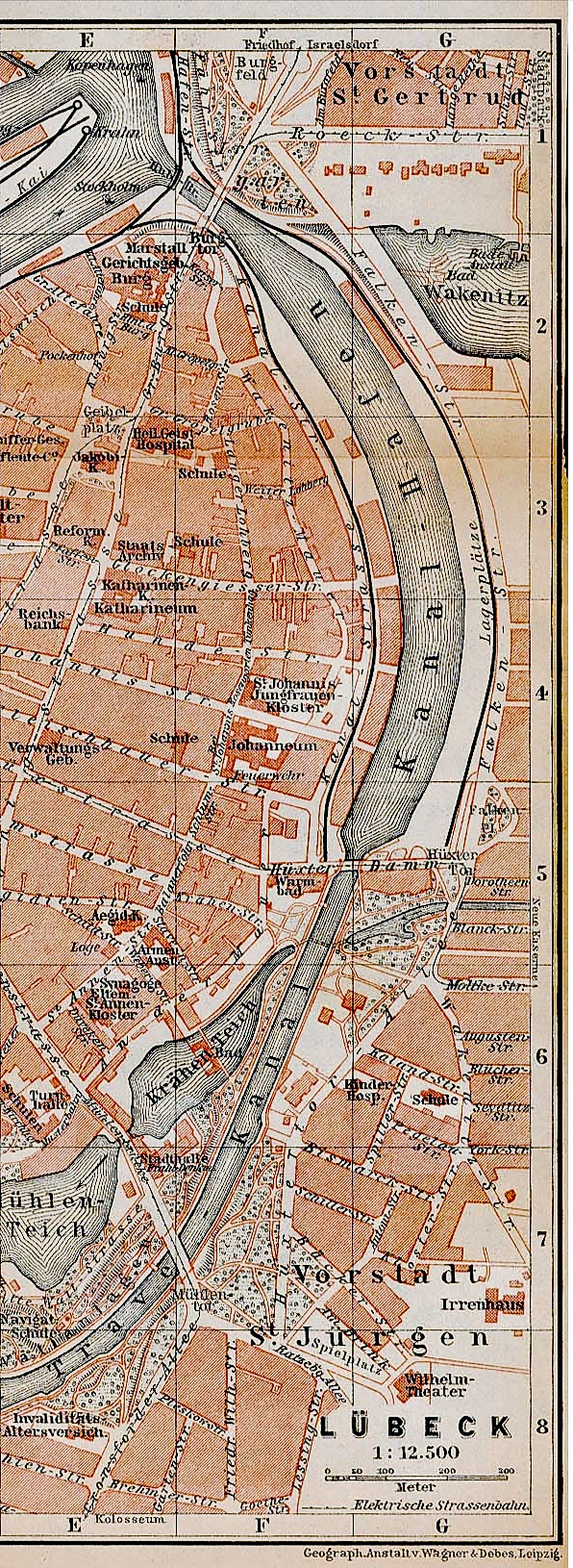
Situazione della Wakenitz poco dopo la costruzione del canale Elba-Lubecca (verso il 1910)

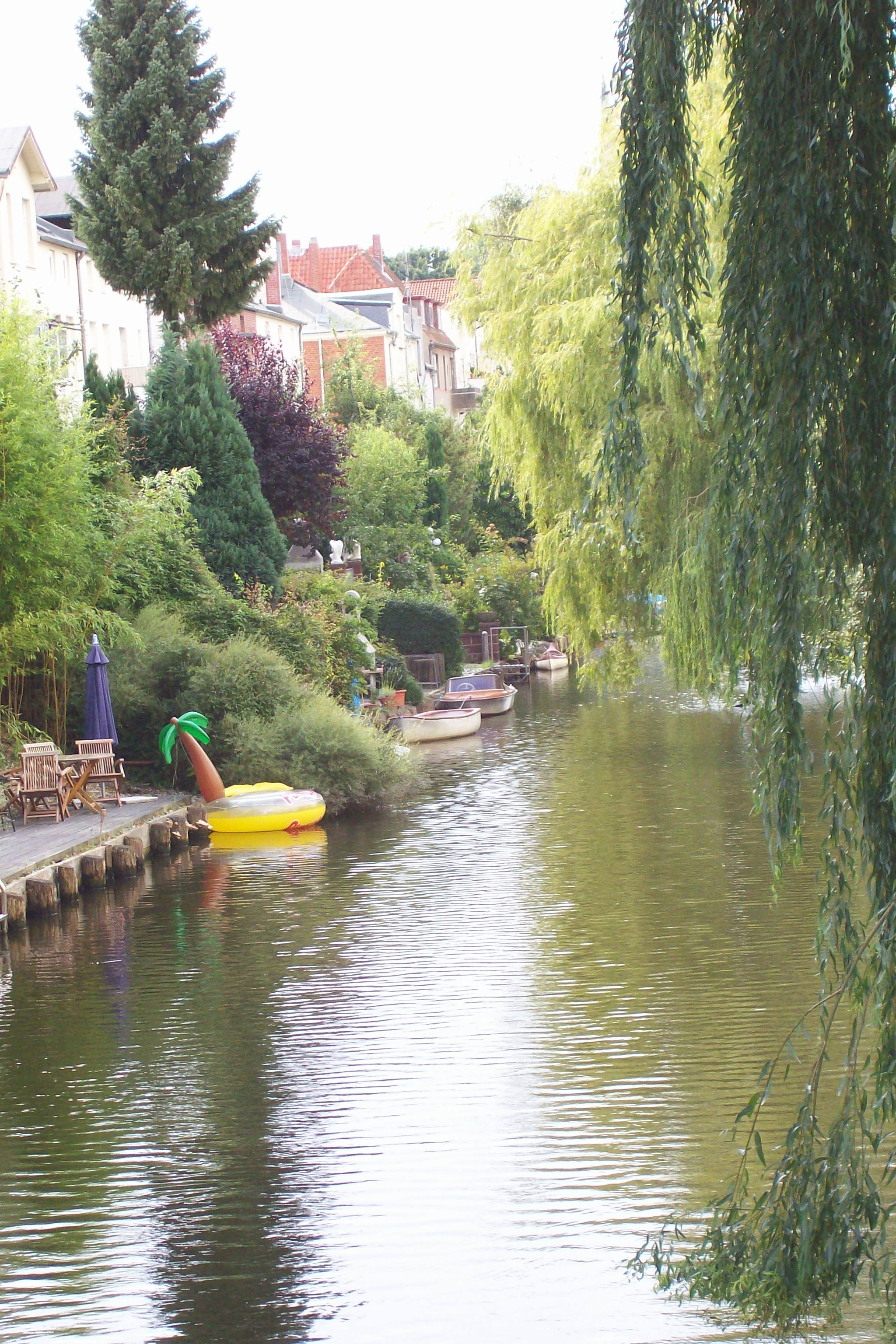
Il canale di adduzione che prosciuga la Wakenitz attraverso un canale sotterraneo nel Krähenteich

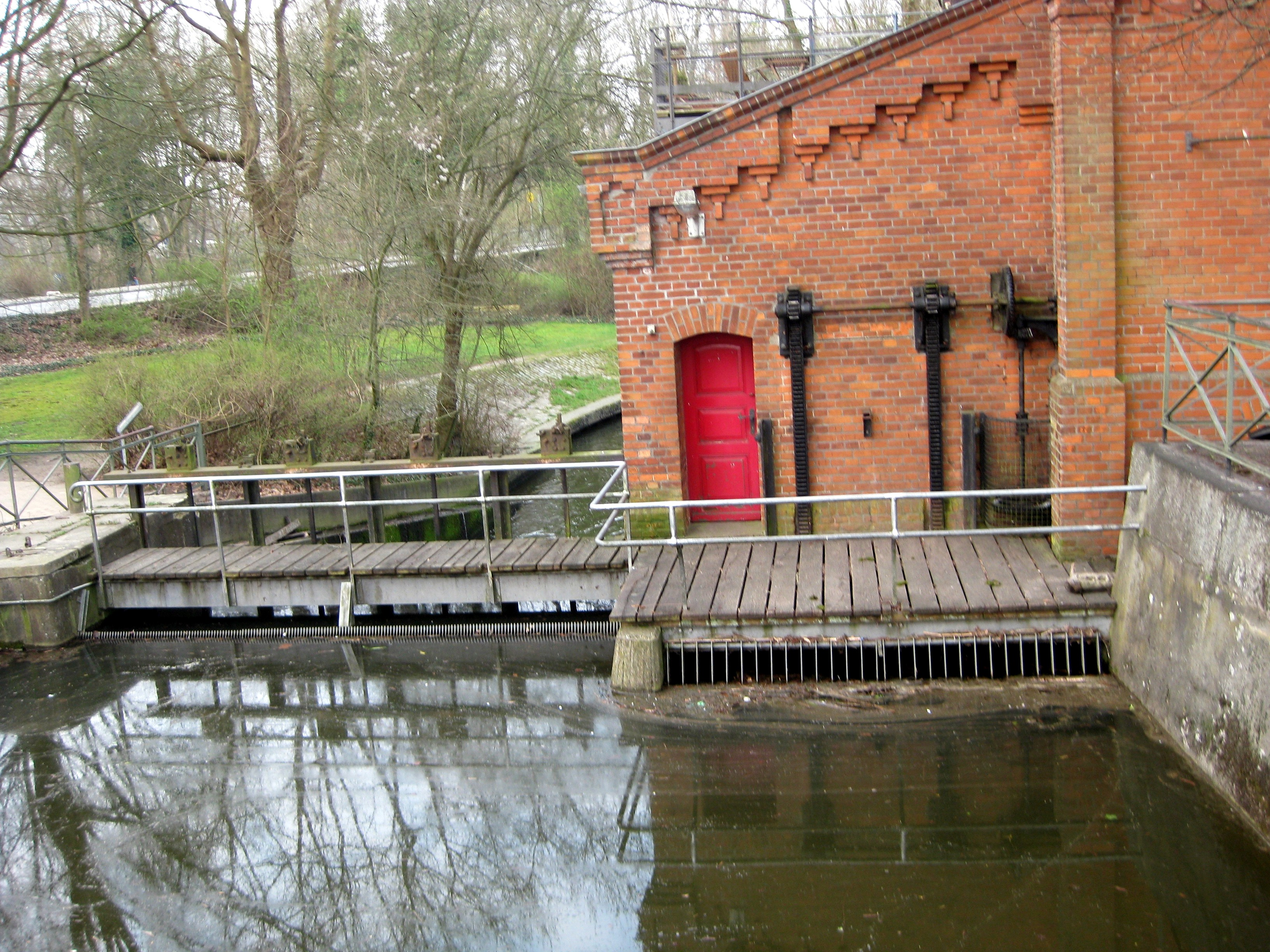
Mulino ad acqua a Mühlenteich

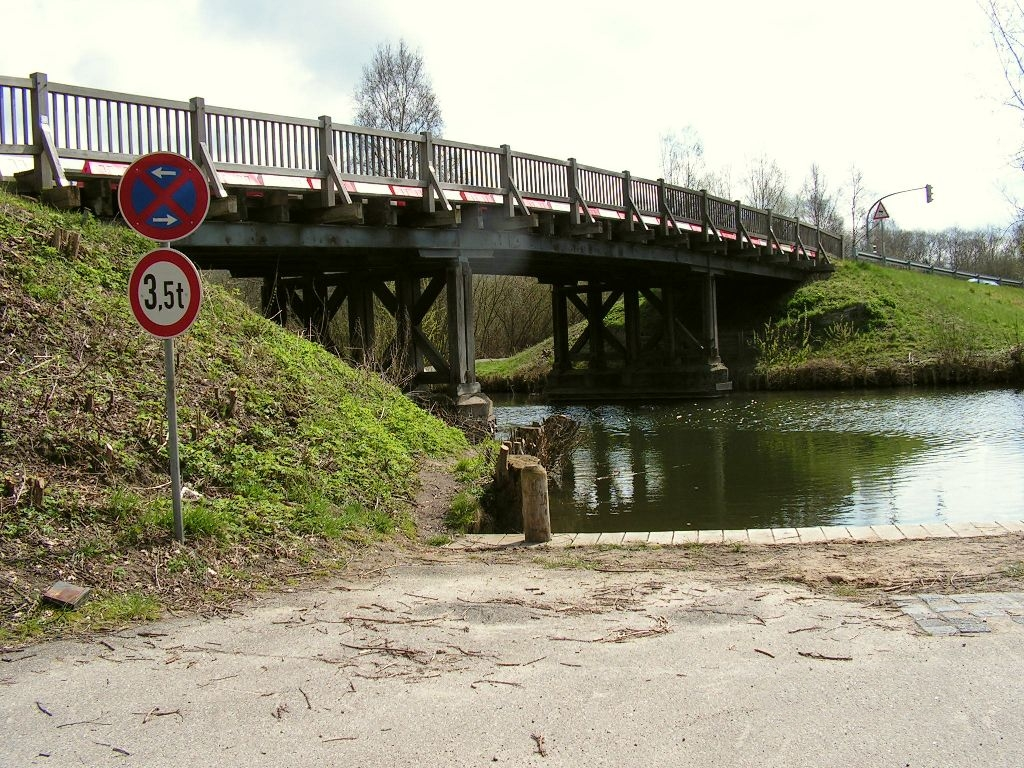
Ponte, demolito nell'agosto 2008, verso il Meclemburgo-Pomerania Anteriore presso Rothenhusen

La Wakenitz (slavo Barsch-Fluss) è un affluente della Trave nel sud-est dello Schleswig-Holstein lungo circa 15 km che nasce come emissario del lago di Ratzeburg.
Il cronista Helmold di Bosau la cita nella sua Chronica Slavorum con il nome di wochniza o wochenice. Il bacino della Wakenitz comprende anche il canale dello Schaalsee per un totale di circa 445 km².

## Corso
La Wakenitz è lo sbocco naturale delle acque del lago di Ratzeburg. Essa inizia nel punto più settentrionale di quest'ultimo, presso Rothenhusen, e scorre in direzione da sud a nord fino al territorio della città di Lubecca. Fino alla messa in opera del canale Elba-Lubecca (1896–1900), il Wakenitz scorreva intorno al colle della città e sfociava nella Trave a sud della medesima.
Dopo la costruzione del canale la Wakenitz venne sbarrata da una diga (Falkendamm) e derivato oltre un attraversamento sotterraneo nel Krähenteich/Mühlenteich.
La Wakenitz costituisce per lunghi tratti il confine fra il Land dello Schleswig-Holstein e quello del Meclemburgo-Pomerania Anteriore.
Il primo tratto lungo il confine del Meclemburgo è stato definito da marinai e velisti Langer Jammer (Il lungo lamento), poiché esso è così sottile, che con vento in sfavore può essere solo a mala pena, o addirittura non del tutto, bordeggiato. D'altra parte le rive erano così inospitali, che le chiatte non potevano essere alate da riva.
Il fiume, a causa della sua incontaminatezza, che anche per i suoi luoghi appartati sui confini interni alla Germania, fino al 1989 era protetto e limitato nell'accesso, veniva anche occasionalmente chiamato il "Rio delle Amazzoni del Nord".

## Idrologia
La Wakenitz fra Rothenhusen fino alla Trave scende di un dislivello di 4,6 m Questa riduzione è ripartita, anche fra sbarramenti ed opere di contenimento, per 80 cm nell'intero tratto di oltre 10,25 km in linea d'aria da Rothenhusen a Lubecca, per 1,4 m nel Düker sotto il canale Elba-Lubecca e di 2,4 m da Krähenteich e Mühlenteich nella Trave. Il fiume termina alla Falkendamm, una diga di sbarramento direttamente nel nord-est della città di Lubecca, che fu eretta nel corso della costruzione del canale Elba-Lubecca, per poter contenere il livello del Wakenitz di fronte al fiume Trave.
Oggi il livello a pelo d'acqua della Wakenitz è superiore di 3,5 m a quello del fiume Trave. Già prima, poco prima del Moltkebrücke, le acque del Wakenitz scorrono in canale sotterraneo (sotto il canale Elba-Lubecca) prima nel Krähenteich quindi sotto la Mühlenstraße di Lubecca e attraverso la gora da mulino, poi oltre la briglia dell'antica Lubecca nella Mühlendamm.
Ad evitare i rischi delle piene le acque del fiume vengono derivate nel canale della Trave attraverso condotte. Negli anni 2004 e 2005 venne costruito presso la Falkendammun ulteriore sfioratore.
Intorno alla Wakenitz, nei pressi della città vi sono i graziosi quartieri residenziali di St. Jürgen e di St. Gertrud. La Wakenitz, le cui acque sono molto pulite, è stata in passato fonte di acqua potabile (fino al 1972) e di energia per Lubecca ed anche parte importante del suo sistema difensivo.

## Storia
Già nel Medioevo la Wakenitz era stata incanalata per il funzionamento di mulini ad acqua e dei sistemi di rifornimento di acqua potabile per la città. Questi sbarramenti vennero realizzati con la Hüxterdamm e con la Mühlendamm, con la conseguenza di creare le gore di Krähenteich e di Mühlenteich. La riva della Wakenitz correva lungo le mura della città, cioè circa 150 m dopo, verso la campagna, di fronte all'odierna riva del canale Elba-Lubecca, che oggi scorre nell'antico letto della Wakenitz.

### Città del leone
Negli anni dal 1157 al 1159 ebbe luogo una controversia fra il duca Sassonia e di Baviera, Enrico il Leone, ed il conte di Holstein Adolfo II di Schaumburg, per il controllo della ricca città commerciale di Lubecca. Per danneggiare il rivale, Enrico fondò un centro di commerci sul fiume Wakenitz, che chiamò Löwenstadt (città del leone).
È opinione generale che questa piazza sorgesse all'incirca presso l'odierna località di Herrnburg ed era evidentemente collegata tramite un canale alla Wakenitz. Già dopo breve tempo venne fuori che la Wakenitz non era adatta per trasporti di grosse dimensioni. Il duca ed il conte si accordarono e divenne possibile fondare nuovamente Lubecca nel 1159, dopo che era stata distrutta da un disastroso incendio.

## Flora e Fauna
Con lo sbarramento della Wakenitz ebbe origine, soprattutto nella parte alta del fiume, un allargamento di tipo lacustre, che favorì lo sviluppo di un mondo variegato di animali e piante.
A queste appartengono:
- anfibi
  - rane rosse
  - tritoni crestati
  - Pelobati foschi (un tipo di rospo)
  - rane
- uccelli
  - nibbi reali
  - gufi di palude
  - re di quaglie
  - martin pescatori
  - picchi neri
  - tottaville
  - averle piccole
  - pettazzurri
  - bigie padovane.

Dopo la fuga di alcuni animali da una fattoria a Groß Grönau, una popolazione di nandù si è stabilita sulla riva orientale.
Solo il primo Giorno della Molteplicità delle Specie animali, nel 1999 102 esperti hanno trovato 2066 diversi tipi di animali e piante in 20 ore; fra questi ve n'erano 217 tipi classificati fra quelle "a rischio di estinzione".

### Fauna acquatica
La Wakenitz è locata dall'Associazione di pesca sportiva di Lubecca, che ne sfrutta i diritti di pesca ed vi immette regolarmente scorte vive. Pesci frequentemente oggetto di pesca sono: lucci, pesci persico, anguille, lucioperche (dette anche sandre), pesci siluro, carpe, tinche, rutili (detti anche gardon), scardole e abramidi (detti anche breme). Soprattutto i pesci siluro nell'originale ed ampio spazio naturale del fiume hanno stabilito una loro riserva e possono ivi raggiungere un notevole peso.

## Sport acquatici
Sul Wakenitz hanno sede, specie nei quartieri di Lubecca di St. Jürgen e St. Gertrud, numeros club di velisti. Uno dei più tradizionali è il Lübecker Segler Verein von 1885, che dal 1920 si chiama Verein Lübecker Segler, e sotto la cui egida si svolse la prima regata l'11 ottobre 1885.
Un'altra regolare attività sportiva è dal 1995 l'annuale WakenitzMan, consistente in una prova natatoria di circa 14 km da Rothenhusen fino al traguardo stabilito nel Falkenwiese. Nel 2009 la manifestazione ha avuto oltre 100 partecipanti, parte in gara singola, parte a squadre.

## Relaxnei dintorni
La zona del Wakenitz è anche un importante luogo di relax per la popolazione della regione, adatta per passeggiate e per esercitarsi in sport quali canottaggio e canoa. Il sentiero denominato Drägerweg va da Lubecca fin oltre Rothenhusen, sul lago di Ratzeburg. Numerosi liberi bagnanti, utilizzando appositi spogliatoi e trampolini in legno approfittano della minor forza della corrente in estate per lunghe nuotate senza pericoli, fin dal 1899.
Già nel 1799 fu installato sul Wakenitz uno stabilimento balneare chiamato Kreidemannsche Anstalt ("Impianto di Kreidemann"). Nel 1898 l'impianto venne demolito a seguito della costruzione della diga Falkendamm ed un anno dopo, in località Falkenwiese, la città di Lubecca eresse la nuova piscina all'aperto chiamata an der Falkenwiese.
Sulla riva occidentale del Wakenitz si sono sviluppati nel corso del secolo tre spiccate mete di escursioni, che nacquero da locali di servizio per pescatori ed ancor oggi vengono tenuti in funzione come centri gastronomici. Fra questi:
- Absalonshorst
- Harbershorst
- Nädlershorst, dopo la guerra chiamato anche Russische Botschaft (Ambasciata russa), che fu demolito nel 2003. Il vicino ponte, presente ancora nel 1975, fu ricostruito nel 2008
- Ziegelhorst
- Rothenhusen

Le fattorie vicine sono gestite dalla organizzazione della navigazione su Wakenitz ed offrono possibilità di praticare canottaggio e canoa.

## Galleria d'immagini

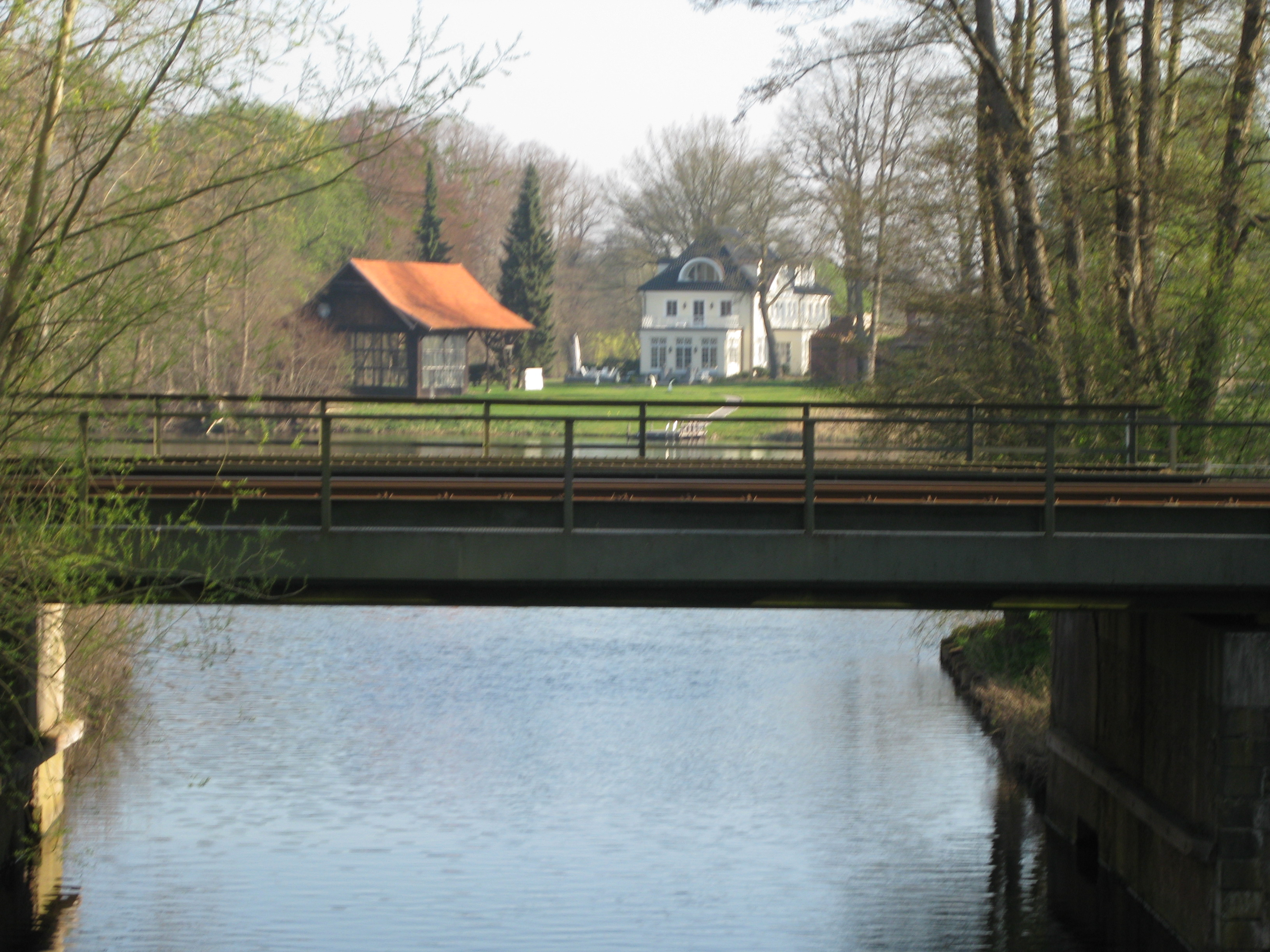
Ponte ferroviario dopo Eichholz ed Herrenburg dal ponte pedonale
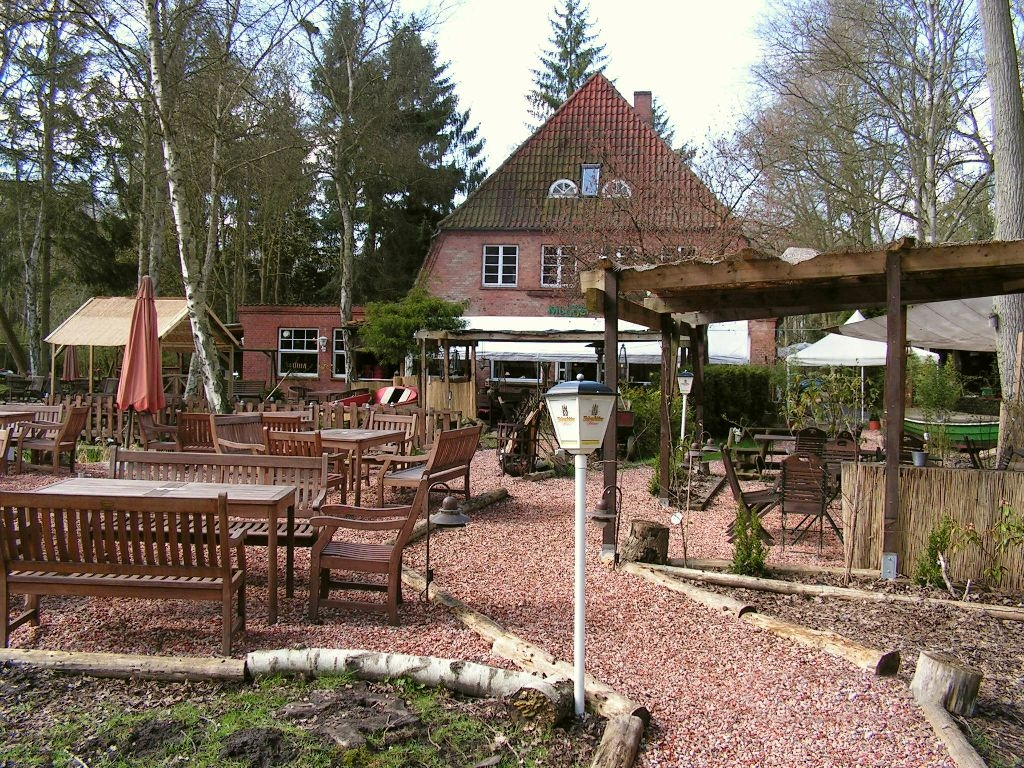
Müggenbusch
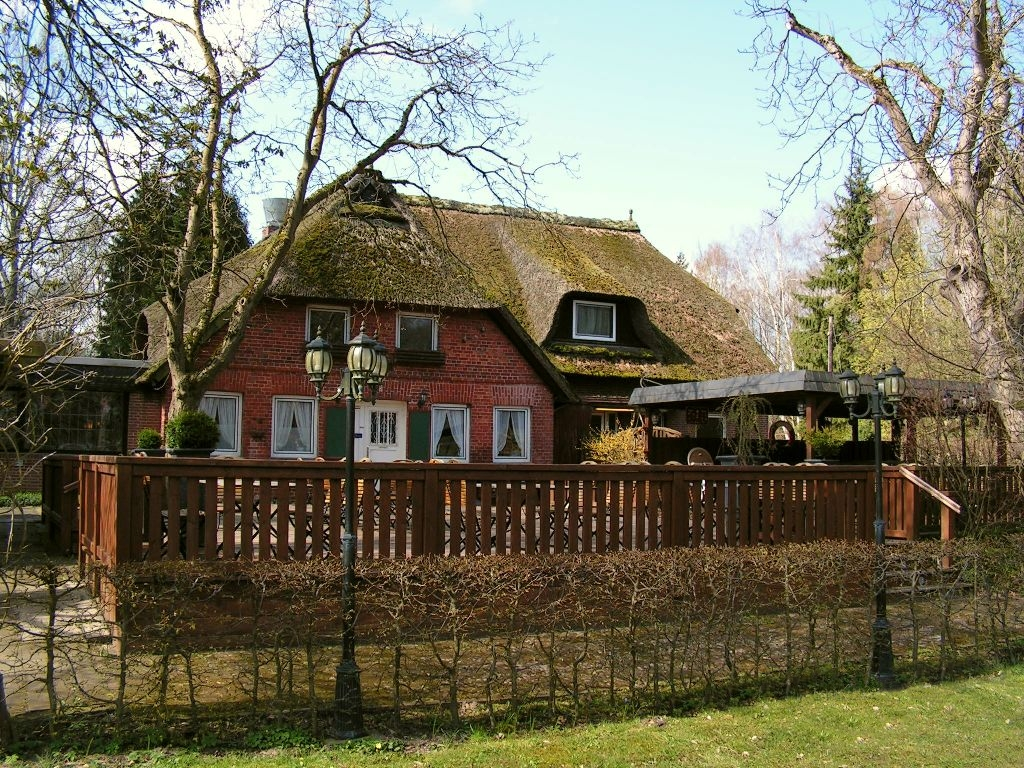
Absalonshorst
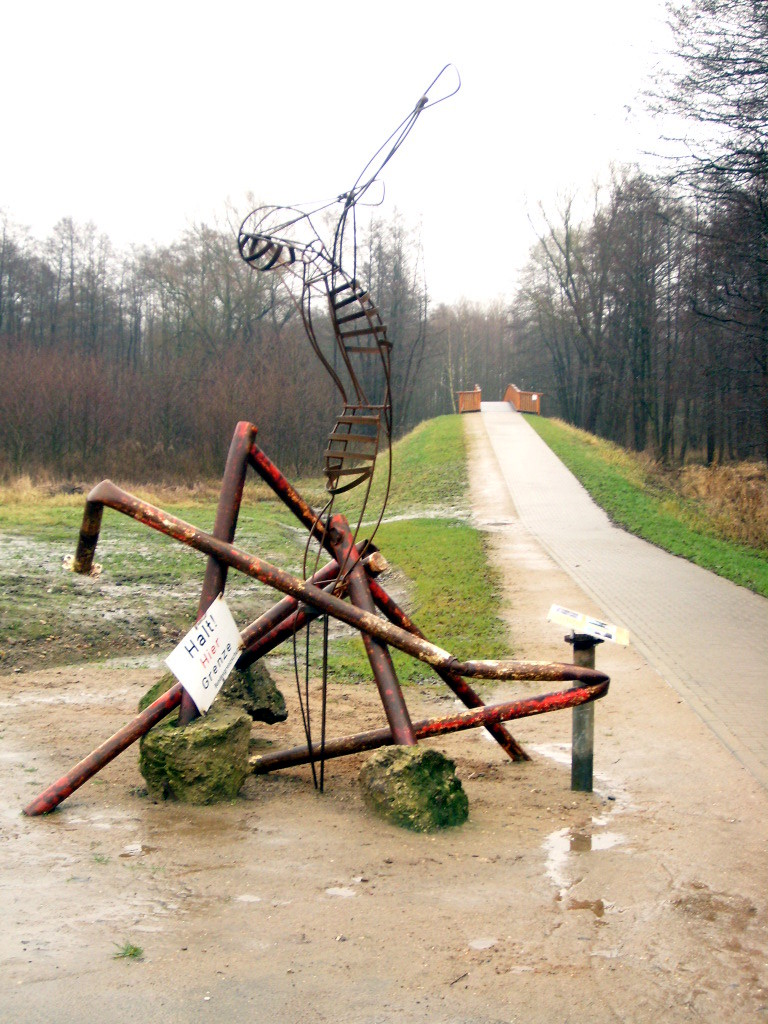
Ponte nuovo presso Nädlershorst con la scultura Grenzen überwinden (Superare i confini)
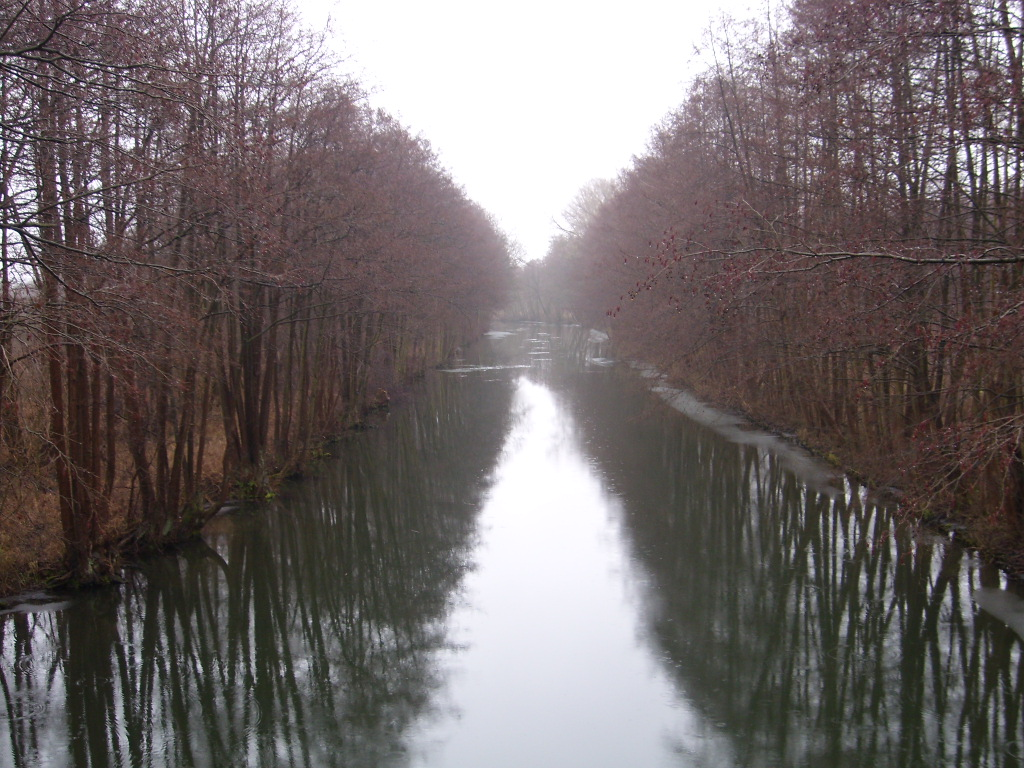
Langer Jammer dal ponte presso Nädlershorst
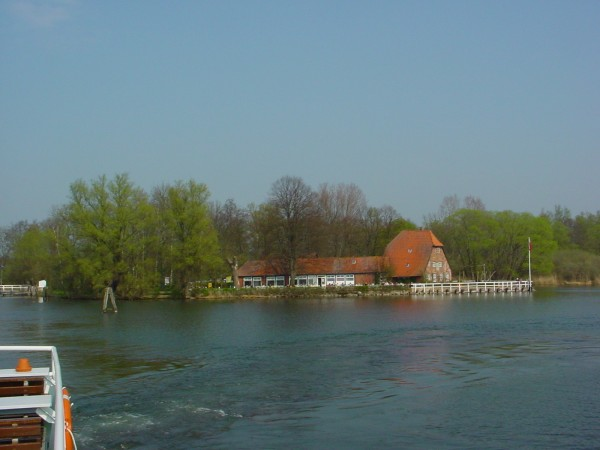
Stazione d'imbarco del traghetto a Rothenhusen (lato verso il lago)
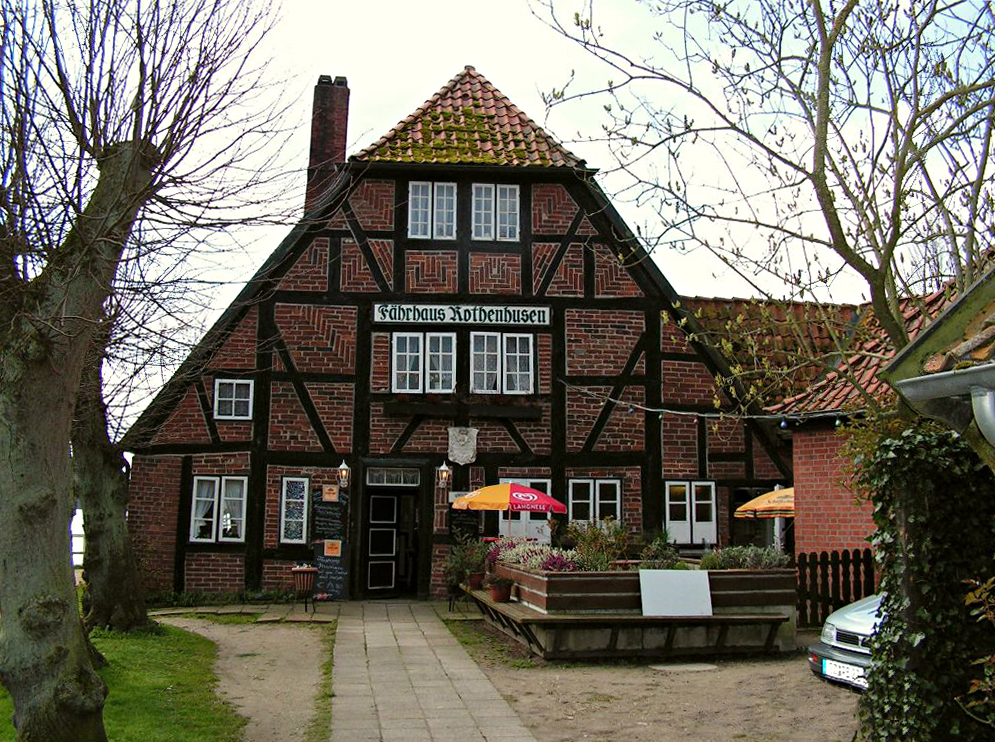
Stazione d'imbarco del traghetto a Rothenhusen (lato verso terra)
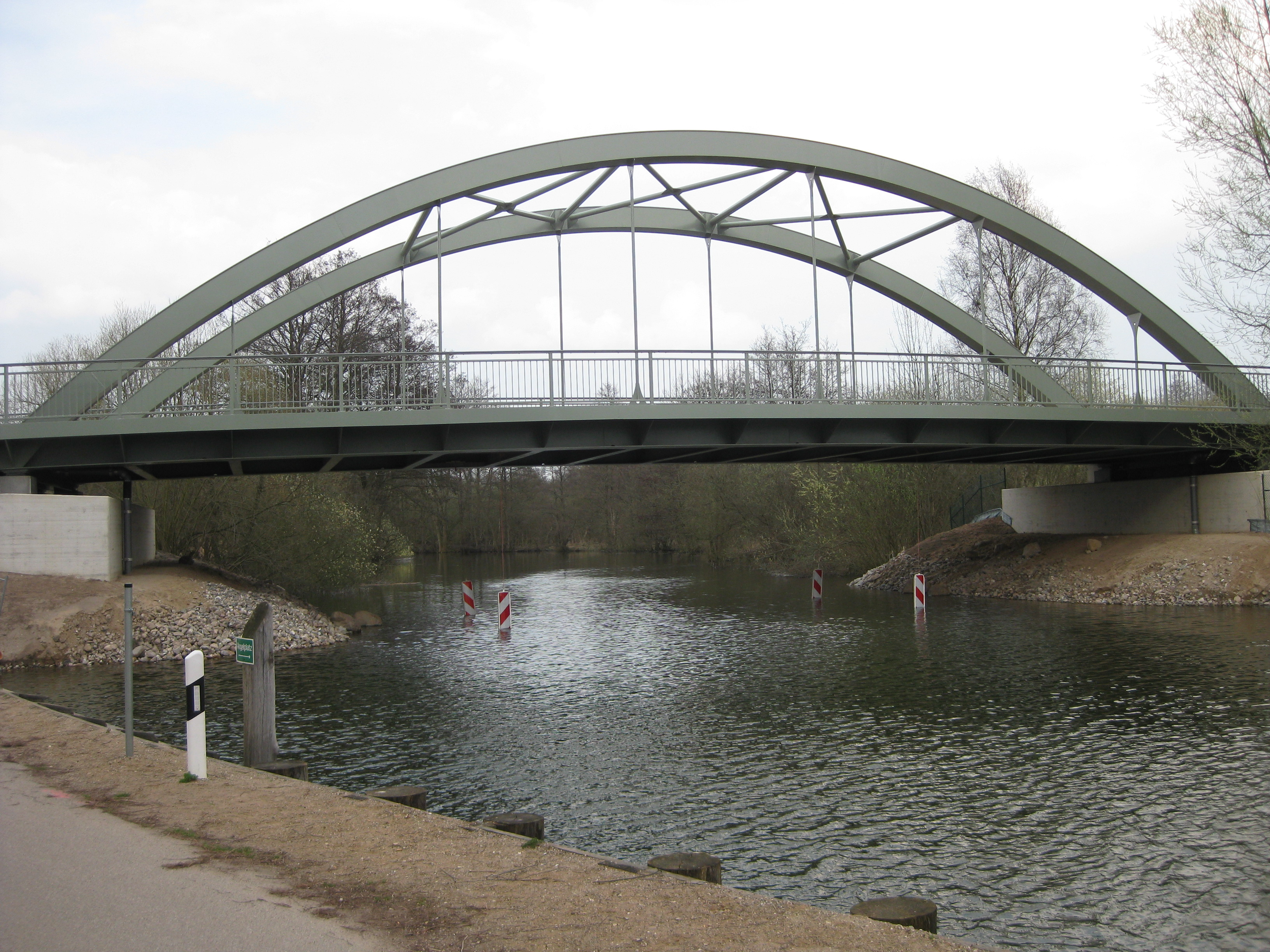
Nuovo ponte ad arco a Rothenhusen (2009)
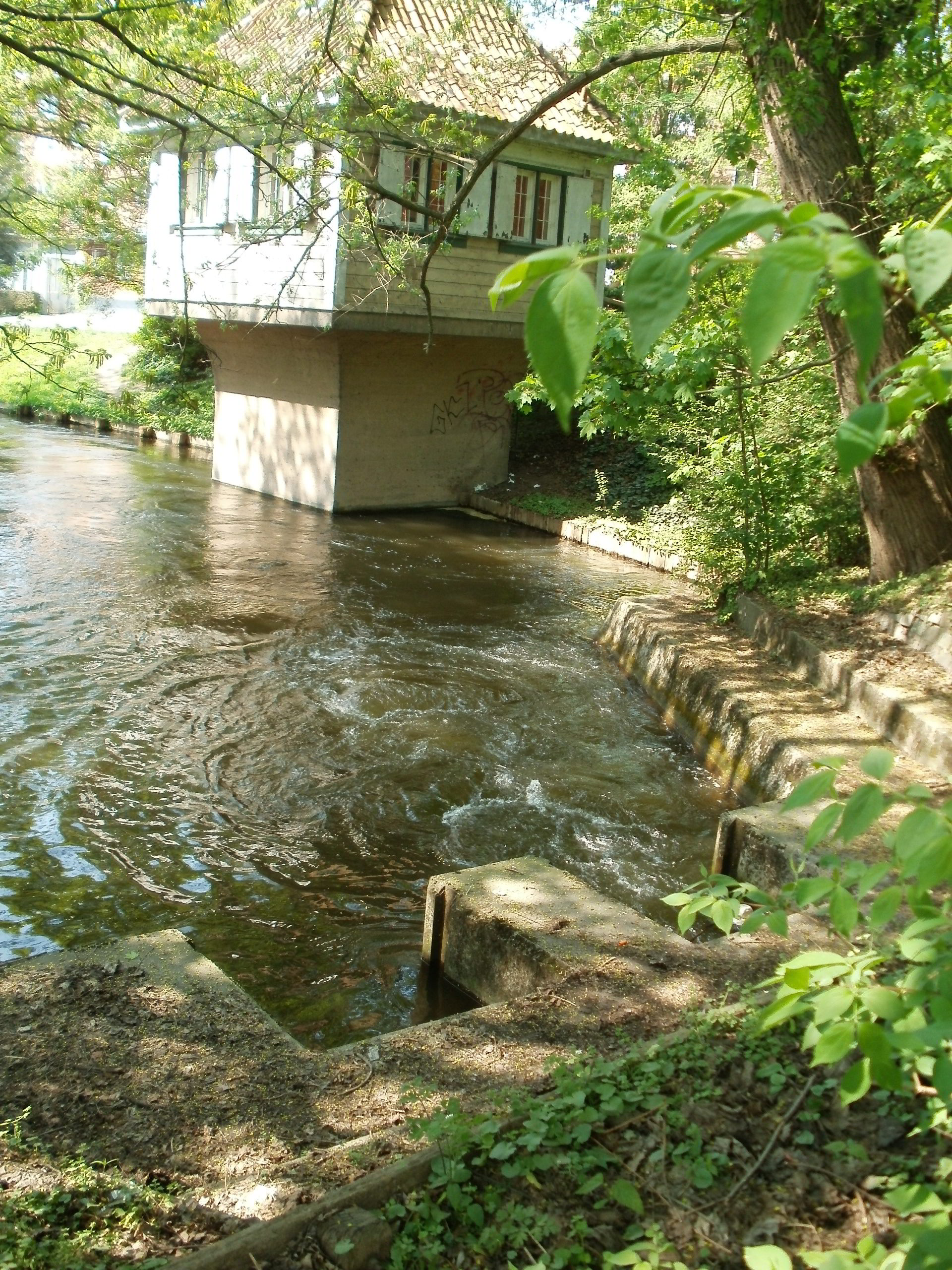
Uscita del sotto passaggio del Wakenitz al lato nord del Krähenteiches (con la casetta idrometrica)

## Piene
- (DE)  Dezember 1965 bis zu 3,80 Meter über NN (zum Vergleich: Falkendamm in Lübeck 3,85 Meter über NN)